# Orania oreophila
Orania oreophila är en enhjärtbladig växtart som beskrevs av Frederick Burt Essig. Orania oreophila ingår i släktet Orania och familjen Arecaceae.
Artens utbredningsområde är Papua Nya Guinea. Inga underarter finns listade i Catalogue of Life.